# Cette nuit-là (film, 1933)
Pour les articles homonymes, voir Cette nuit-là.
Pour plus de détails, voir Fiche technique et Distribution.
Cette nuit-là est un film policier allemand de Marc Sorkin et Georg Wilhelm Pabst sorti en 1933.

## Synopsis
Un crime est commis dans d'étranges circonstances. À la suite de l'enquête, une innocente, croyant sa fille coupable, se sacrifie en s'accusant du meurtre.

## Fiche technique
- Titre anglais : That Night
- Réalisation : Marc Sorkin et Georg Wilhelm Pabst
- Photographie : Georges Raulet et Lucien Joulin
- Scénario : Henry d'Erlanger d'après Louis de Zilahy
- Décors : Pierre Schild
- Date de sortie : 29 décembre 1933
- Durée : 80 min.
- Producteur : Georg Wilhelm Pabst
- Musique : Jacques Célérier, Georges Célérier

## Distribution
- Lucien Rozenberg : Le commissaire divisionnaire
- Madeleine Soria : Mme de Lovat
- William Aguet : Balkany
- Camille Bert : M. de Lovat
- Hubert Daix : Le régisseur
- Colette Darfeuil : Yolande
- Louisa de Mornand : Mme Demokos
- Paulette Dubost : Alice
- Pedro Elviro : Antonio
- Pierre Etchepare : Le gérant
- Georges Flateau : L'homme
- Heritza : La princesse
- Mireille Séverin : Mariette